# Liste des comtesses, marquises et duchesses de Cambridge
Le titre de comtesse, marquise et duchesse de Cambridge a été créé à plusieurs reprises dans la pairie d'Angleterre. Le titre est étroitement associé à la famille royale britannique.

## Maison de Hengebach (1340-1361)
| Nom (dates)                   | Époux                                      | Titres | Eléments biographiques |
| ----------------------------- | ------------------------------------------ | --- | --- |
| Jeanne de Hainaut (1315-1374) | - Guillaume V de Juliers (mariage en 1334) | - Comtesse (1334-1336), puis margravine (1336-1356), puis duchesse (1356-1361) de Juliers - Comtesse de Cambridge (1340-1361) | - Princesse de la Maison d'Avesnes. Fille de Guillaume Ier de Hainaut et de Jeanne de Valois. - Mère de Gérard VI de Juliers et de Guillaume VI de Juliers. |

## Maison d'York (1362-1461)
| Portrait | Nom (dates)                      | Époux | Titres | Eléments biographiques | Armoiries |
| -------- | -------------------------------- | --- | --- | --- | --------- |
|          | Isabelle de Castille (1355-1392) | - Edmond de Langley (mariage en 1372) | - Comtesse de Cambridge (1372-1392) - Duchesse d'York (1385-1392) | - Princesse de la Maison d'Ivrée. Fille légitimée de Pierre Ier de Castille et de Marie de Padilla. - Mère d'Édouard d'York, de Constance d'York et de Richard de Conisburgh.                                                                            |           |
|          | Jeanne Holland (1380-1434)       | - Edmond de Langley (mariage en 1395) - William Willoughby (mariage en 1404) - Henry Scrope (mariage en 1410) - Henri Bromflete (mariage en 1416) | - Duchesse d'York et comtesse de Cambridge (1395-1402) - Baronne Willoughby d'Eresby (1404-1409) - Baronne Scrope de Masham (1410-1415) - Baronne Vessy (1416-1434)                          | - Princesse de la Maison Holland. Fille de Thomas Holland et d'Alice FitzAlan. |           |
|          | Philippa de Mohun (1367-1431)    | - Walter Fitzwalter - John Golafre - Édouard d'York (mariage en 1398)                                                                             | - Baronne Fitzwalter (?-1386) - Lady Golafre (?-1396) - Duchesse d'Albemarle (1398-1399) - Comtesse de Rutland (1398-1415) - Comtesse de Cambridge (1402-1414) - Duchesse d'York (1402-1415) | - Princesse de la Famille de Mohun. Fille de John de Mohun et de Joan Burghersh. |           |
|          | Cécile Neville (1415-1495)       | - Richard Plantagenêt (mariage en 1429) | - Duchesse d'York, comtesse de Cambridge, de Rutland, de March et d'Ulster (1429-1460) | - Princesse de la Famille Neville. Fille de Ralph Neville et de Jeanne Beaufort. - Mère d'Anne d'York, d'Édouard IV d'Angleterre, d'Edmond Plantagenêt, d'Élisabeth d'York, de Marguerite d'York, de Georges Plantagenêt et de Richard III d'Angleterre. |           |

## Maison Hamilton (1619-1651)
James Hamilton était sixième dans l'ordre de succession au trône d'Écosse.
| Portrait | Nom (dates)                | Époux                                | Titres | Eléments biographiques |
| -------- | -------------------------- | ------------------------------------ | --- | --- |
|          | Ann Cunningham (1580-1646) | - James Hamilton (mariage en 1603)   | - Lady Aven (1603-1604) - Marquise de Hamilton (1604-1625) - Comtesse d'Arran (1609-1625) - Comtesse de Cambridge (1619-1625) | - Dame de la Famille Cunningham. Fille de James Cunningham et de Margaret Campbell. - Mère de James Hamilton et de William Hamilton. |
|          | Mary Feilding (1613-1638)  | - James Hamilton (mariage en 1622)   | - Comtesse d'Arran (1622-1638) - Marquise d'Hamilton et comtesse de Cambridge (1625-1638)                                     | - Dame de la Famille Feilding. Fille de William Feilding et de Susan Villiers. - Mère d'Anne Hamilton.                               |
|          | Elizabeth Maxwell          | - William Hamilton (mariage en 1638) | - Comtesse de Lanark (1639-1651) - Duchesse d'Hamilton, comtesse de Cambridge et d'Arran (1649-1651)                          | - Dame de la Famille Maxwell. Fille de James Maxwell et d'Elizabeth de Boussy.                                                       |

## Maison de Hanovre (1706-1727, 1801-1904)
| Portrait | Nom (dates)                         | Époux                                            | Titres | Eléments biographiques | Armoiries |
| -------- | ----------------------------------- | ------------------------------------------------ | --- | --- | --------- |
|          | Caroline d'Ansbach (1683-1737)      | - George II de Grande-Bretagne (mariage en 1705) | - Duchesse et marquise de Cambridge, comtesse de Milford Haven, vicomtesse Northallerton et baronne de Tewkesbury (1706-1727) - Princesse de Galles, duchesse de Cornouailles et comtesse de Chester, duchesse de Rothesay (1714-1727) - Reine de Grande-Bretagne et d'Irlande (1727-1737) | - Princesse de la Maison de Hohenzollern. Fille de Jean-Frédéric de Brandebourg-Ansbach et d'Éléonore-Erdmuthe de Saxe-Eisenach. - Mère de Frédéric de Galles, d'Anne de Hanovre, d'Amélie de Grande-Bretagne, de Caroline de Grande-Bretagne, de William-Augustus de Cumberland, de Marie de Grande-Bretagne et de Louise de Grande-Bretagne. |           |
|          | Augusta de Hesse-Cassel (1797-1889) | - Adolphe de Cambridge (mariage en 1818)         | - Duchesse de Cambridge, comtesse de Tipperary et baronne Culloden (1818-1850) | - Princesse de la Maison de Hesse. Fille de Frédéric de Hesse-Cassel-Rumpenheim et de Caroline de Nassau-Usingen. - Mère de George de Cambridge, d'Augusta de Cambridge et de Marie-Adélaïde de Cambridge. |           |

## Maison de Wurtemberg (1917-1981)
Durant la Première Guerre mondiale, en 1917, un descendant d'Adolphe de Cambridge est titré marquis de Cambridge après avoir renoncé à ses titres allemands.
| Portrait | Nom (dates)                           | Époux                               | Titres | Eléments biographiques |
| -------- | ------------------------------------- | ----------------------------------- | --- | --- |
|          | Margaret Evelyn Grosvenor (1873-1929) | - Adolphe de Teck (mariage en 1894) | - Duchesse de Teck (1900-1917) - Marquise de Cambridge, comtesse d'Eltham et vicomtesse Northallerton (1917-1927) | - Princesse de la Famille Grosvenor. Fille d'Hugh Grosvenor et de Constance Sutherland-Leveson-Gower. - Mère de George de Teck. |
|          | Dorothy Hastings (1899-1988)          | - George de Teck (mariage en 1923)  | - Comtesse d'Eltham (1923-1927) - Marquise de Cambridge (1927-1981)                                               | - Princesse de la Famille Hastings. Fille d'Osmund Hastings et de Mary Tarratt.                                                 |

## Maison de Windsor (2011-)
Le 29 avril 2011, le titre est à nouveau donné à un membre de la famille royale à l'occasion du mariage du prince William et de Catherine Middleton.
| Portrait | Nom (dates)                | Époux                                    | Titres | Eléments biographiques | Armoiries |
| -------- | -------------------------- | ---------------------------------------- | --- | --- | --------- |
|          | Catherine Middleton (1982) | - William de Cambridge (mariage en 2011) | - Duchesse de Cambridge, comtesse de Strathearn et baronne Carrickfergus (2011) - Princesse de Galles et comtesse de Chester, duchesse de Cornouailles et de Rothesay (2022) | - Fille de Michael Middleton et de Carole Goldsmith. - Mère de George de Cambridge, de Charlotte de Cambridge et de Louis de Cambridge. |           |